# Värmland megye
Värmland megye (Värmlands län) Közép-Svédország egyik megyéje. Szomszédai Dalarna, Örebro és Västra Götaland megyék, valamint a Balti-tenger.

## Tartomány
A megye határai ugyanazok, mint a történelmi Värmland tartomány határai, kivéve Karlskoga és Degerfors községeket, amelyek most Örebro megyéhez tartoznak.

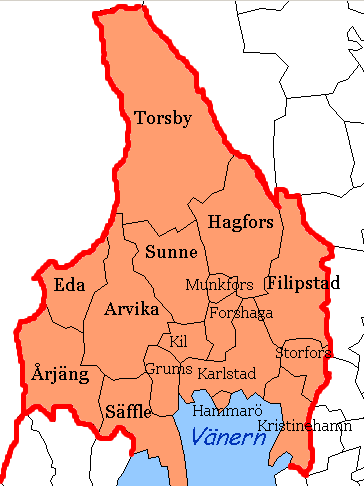

## Címer
A megye címere ugyanaz, mint a tartomány címere. Ha a korona is rajta van, akkor a Megye Adminisztrációs Bizottságát jelöli.

## Népesség
| Lakosok száma | 280 399 | 281 482 | 282 414 | 282 885 | 283 196 | 283 976 | 283 548 | 283 437 |
|               | 2017    | 2018    | 2019    | 2020    | 2021    | 2022    | 2023    | 2024    |

## Külső hivatkozások
- Värmland megye közigazgatása
- Värmland megye